# Coca-Cola Music Hall
El Coca-Cola Music Hall es un local de música en vivo ubicado en 250 Convention Boulevard en el vecindario de Isla Grande en San Juan, Puerto Rico, administrado por ASM Global. El Coca-Cola Music Hall es parte del desarrollo del Distrito T-Mobile en el Distrito de Convenciones de Puerto Rico.

## Historia
El Coca-Cola Music Hall se desarrolló como parte de un importante plan de desarrollo en torno al Centro de Convenciones de Puerto Rico. Inicialmente desarrollado como District Live!, se desarrolló como un importante centro de entretenimiento, que incluía dos locales de música en vivo, una plaza al aire libre con un escenario para espectáculos, tiendas y espacios para comer y una sala de cine Caribbean Cinemas. El área se inauguró oficialmente como T-Mobile District.
La construcción del distrito T-Mobile, junto con el Coca-Cola Music Hall, comenzó en 2016 como parte de una remodelación importante que complementaría el Centro de Convenciones de Puerto Rico que se inauguró en 2005. El Coca-Cola Music Hall se describió como un lugar de eventos en vivo de primera clase que contaría con un prestigioso sistema de sonido, una pantalla LED de 75x30 y su propio equipo de iluminación interno que facilitaría la puesta en escena de futuros eventos. Con una inversión de $ 40 millones, la construcción del Coca-Cola Music Hall se completó en 2020, pero la apertura del lugar, originalmente programada para marzo de 2020, se retrasó hasta 2021 debido a la pandemia de COVID-19. Los derechos de denominación se vendieron a The Coca-Cola Company en 2019 por un monto no revelado, convirtiéndose así en el primer lugar en Puerto Rico en vender su derecho de denominación.
La cantante puertorriqueña, Ednita Nazario, realizó el evento inaugural en el lugar con una actuación que agotó las entradas.
El 16 de marzo de 2022, el Coca-Cola Music Hall acogió el certamen de Miss Mundo 2021, que originalmente estaba programado para el 16 de diciembre de 2021 en el Coliseo José Miguel Agrelot. Uno de los artistas que se presentará en 2023 es el artista cristiano Gabriel EMC.